# جام باشگاه‌های جهان ۲۰۲۲
جام باشگاه‌های جهان ۲۰۲۲ نوزدهمین دوره از جام باشگاه‌های جهان بود، یک تورنمنت بین‌المللی فوتبال باشگاهی سازماندهی شده توسط فیفا بین برندگان شش کنفدراسیون قاره‌ای و همچنین قهرمان لیگ کشور میزبان. این مسابقات در فوریه ۲۰۲۳ و به میزبانی مراکش برگزار شد.
چلسی، مدافع عنوان قهرمانی، به دلیل حذف در مرحله یک‌چهارم نهایی لیگ قهرمانان اروپا ۲۲–۲۰۲۱، واجد شرایط نشد. برنده نهایی آن مسابقات، رئال مادرید ، برای پنجمین بار قهرمان جام باشگاه‌های جهان شد و در نیمه نهایی، الاهلی را با نتیجه ۴–۱ و سپس الهلال عربستان سعودی را در فینال با نتیجه ۵–۳ شکست داد.

## پیش‌زمینه و انتخاب میزبان
در حالی که جام باشگاه‌های جهان معمولاً هر سال در ماه دسامبر برگزار می‌شود، مسابقات ۲۰۲۲ به دلیل برنامه ریزی برای جام جهانی فوتبال ۲۰۲۲ در نوامبر و دسامبر نمی‌تواند در این مقطع برگزار شود. این، در ارتباط با برنامه‌ریزی فیفا برای گسترش جام باشگاه‌های جهان در آینده، به جزئیات کمی در مورد اینکه آیا مسابقات ۲۰۲۲ برگزار می‌شود یا خیر، منجر شد. با این حال، ۲۰ میلیون دلار برای جام باشگاه‌های جهان در بودجه ۲۰۲۳ فیفا اختصاص داده شد. در دسامبر ۲۰۲۲، ویکتور مونتاگلیانی، رئیس کونکاکاف به تلویحا اشاره کرد که جام باشگاه‌های جهان در سال ۲۰۲۳ برگزار خواهد شد، اما میزبان رقابت‌ها ایالات متحده نخواهد بود. در ۱۴ دسامبر، فیفا اعلام کرد که تاریخ میزبانی و مسابقات در جلسه شورای فیفا در دوحه، قطر، در ۱۶ دسامبر تایید خواهد شد.
در ماه مه ۲۰۲۲، یونیورسو آنلاین گزارش داد که ژاپن به میزبانی مسابقات علاقه‌مند است، زیرا قبل از عقب نشینی به دلیل دنیاگیری کووید-۱۹ در ژاپن، حق میزبانی مسابقات قبلی را به دست آورده بود. یونیورسو آنلاین همچنین در ماه اوت گزارش داد که چین علاقه مند به برگزاری این مسابقات است، زیرا در ابتدا به عنوان میزبان جام باشگاه‌های جهان گسترش یافته در سال ۲۰۲۱ انتخاب شده بود که به دلیل مشکلات زمان‌بندی ناشی از دنیاگیری کووید-۱۹ به تعویق افتاد. در سپتامبر، آس گزارش داد که ایالات متحده و امارات متحده عربی (میزبان مسابقات قبلی) نیز علاقه‌مند به برگزاری مسابقات بودند. در دسامبر، آس گزارش داد که مراکش، قطر و امارات متحده عربی علاقه‌مند به میزبانی این مسابقات هستند. در ۱۶ دسامبر ۲۰۲۲، شورای فیفا مراکش را به عنوان میزبان مسابقات تعیین کرد و تأیید کرد که مسابقات از ۱ تا ۱۱ فوریه ۲۰۲۳ برگزار می‌شود. آس همچنین گزارش داد که فینال لیگ قهرمانان آسیا ۲۰۲۲، که قبلاً به دلیل دنیاگیری کووید-۱۹ به اواخر فوریه ۲۰۲۳ به تعویق افتاد، برای تسهیل زمان‌بندی جام باشگاه‌های جهان به جلو کشیده خواهد شد. با این حال، کنفدراسیون فوتبال آسیا در ۲۳ دسامبر ۲۰۲۲ تأیید کرد که از آنجایی که لیگ قهرمانان آسیا به موقع کامل نمی‌شود، الهلال نماینده آنها در جام باشگاه‌های جهان به عنوان قهرمان فعلی لیگ قهرمانان آسیا ۲۰۲۱ خواهد بود.

## تیم‌های راه‌یافته
| تیم                | کنفدراسیون         | صلاحیت                                  | تاریخ صلاحیت       | مشارکت                                                             |
| ورود از نیمه نهایی | ورود از نیمه نهایی | ورود از نیمه نهایی                      | ورود از نیمه نهایی | ورود از نیمه نهایی                                                 |
| ------------------ | ------------------ | --------------------------------------- | ------------------ | ------------------------------------------------------------------ |
| فلامینگو           | کونمبول            | قهرمان جام لیبرتادورس ۲۰۲۲              | ۲۹ اکتبر ۲۰۲۲      | دومین (قبلی: ۲۰۱۹)                                                 |
| رئال مادرید        | یوفا               | قهرمان لیگ قهرمانان اروپا ۲۲–۲۰۲۱       | ۲۸ مه ۲۰۲۲         | ششمین (قبلی: ۲۰۰۰, ۲۰۱۴, ۲۰۱۶, ۲۰۱۷, ۲۰۱۸)                         |
| ورود از مرحله دوم  |                    |                                         |                    |                                                                    |
| الهلال             | ای‌اف‌سی             | انتخاب ای‌اف‌سی                           | ۲۳ دسامبر ۲۰۲۲     | سومین (قبلی: ۲۰۱۹، ۲۰۲۱)                                           |
| الوداد کازابلانکا  | کاف                | قهرمان لیگ قهرمانان آفریقا ۲۲–۲۰۲۱      | ۳۰ مه ۲۰۲۲         | دومین (قبلی: ۲۰۱۷)                                                 |
| سیاتل ساندرز       | کونکاکاف           | قهرمان لیگ قهرمانان کونکاکاف ۲۰۲۲       | ۴ مه ۲۰۲۲          | اولین                                                              |
| ورود از مرحله اول  |                    |                                         |                    |                                                                    |
| اوکلند سیتی        | اواف‌سی             | قهرمان لیگ قهرمانان اقیانوسیه ۲۰۲۲      | ۱۷ اوت ۲۰۲۲        | دهمین (قبلی: ۲۰۰۶، ۲۰۰۹، ۲۰۱۱، ۲۰۱۲، ۲۰۱۳، ۲۰۱۴، ۲۰۱۵، ۲۰۱۶، ۲۰۱۷) |
| الاهلی             | کاف (میزبان)       | نایب قهرمان لیگ قهرمانان آفریقا ۲۲–۲۰۲۱ | ۱۶ دسامبر ۲۰۲۲     | هشتمین (قبلی: ۲۰۰۵، ۲۰۰۶، ۲۰۰۸، ۲۰۱۲، ۲۰۱۳، ۲۰۲۰، ۲۰۲۱)            |

نکات
1. ↑  به دلیل مشکلات برنامه ریزی، در ژانویه ۲۰۲۱ تأیید شد که فینال لیگ قهرمانان آسیا ۲۰۲۲، که در ابتدا برای اکتبر ۲۰۲۲ برنامه ریزی شده بود، به اواخر فوریه ۲۰۲۳ به تعویق افتاد. از آنجایی که جام باشگاه‌های جهان ۲۰۲۲ تا آن زمان تکمیل شده بود، ای‌اف‌سی در ۲۳ دسامبر ۲۰۲۲ تأیید کرد که الهلال به عنوان قهرمان فعلی لیگ قهرمانان آسیا ۲۰۲۱ نماینده آسیا در جام باشگاه‌های جهان خواهد بود.
2. ↑  الوداد کازابلانکا در روز ۸ تیر ۱۴۰۱ قهرمان لیگ دسته اول مراکش ۲۲–۲۰۲۱ نیز شد.
3. ↑  الاهلی به دلیل قهرمانی الوداد در لیگ قهرمانان آفریقا ۲۲–۲۰۲۱ به عنوان یک تیم مراکشی، سهمیه میزبان را گرفت.
4. ↑  ۴- با اینکه الاهلی در ۲۴ اردیبهشت به عنوان فینالیست لیگ قهرمانان آفریقا ۲۲–۲۰۲۱ منصوب شد، شرکت آنها در مسابقات تا ۲۵ آذر که مراکش به عنوان میزبان انتخاب شود قطعی نشده بود.

## ورزشگاه‌ها
دو ورزشگاهی که از مسابقات میزبانی می‌کنند ورزشگاه استاد ابن بطوطه در طنجه و ورزشگاه شاهزاده مولای عبدالله در رباط هستند.
| ورزشگاه ابن بطوطه | ورزشگاه شاهزاده مولای عبدالله |
| گنجایش: ۶۵،۰۰۰    | گنجایش: ۶۰،۰۰۰                |
|                   |                               |

## داوران
۱۴ ژانویه ۲۰۲۳، شش داور، دوازده کمک داور و هشت کمک داور ویدئویی برای این مسابقات تعیین شدند.
| کنفدراسیون | داوران        | کمک داوران                     | کمک داوران ویدئویی                                         |
| ---------- | ------------- | ------------------------------ | ---------------------------------------------------------- |
| ای‌اف‌سی     | ما نینگ       | - ژو فی - ژانگ چنگ             | فو مینگ                                                    |
| کاف        | مصطفی غربال   | - مقران غوراری - خلیل حسنی     | رضوان جید                                                  |
| کونکاکاف   | ایوان بارتون  | - دیوید موران - کارتین نسبیت   | فرناندو گوئررو                                             |
| کونمبول    | آندرس ماتونته | - نیکولاس تاران - مارتین سوپی  | - نیکولاس گالو - خوان سوتو                                 |
| یوفا       | ایشتوان کوواچ | - واسیل مارینسکو - اویدیو آرتن | - جروم بریزارد - ماسیمیلیانو ایراتی - خوان مارتینث مونوئرا |
| یوفا       | آنتونی تیلور  | - گری بسویک - آدام نون         | - جروم بریزارد - ماسیمیلیانو ایراتی - خوان مارتینث مونوئرا |

## بازیکنان
هر تیم نام ۲۳ بازیکن (۳ بازیکن دروازه‌بان) را برای مسابقات ثبت کرد. تعویض مصدوم تا ۲۴ ساعت قبل از اولین بازی تیم مجاز بود.

## مسابقات
قرعه کشی مسابقات در ۱۳ ژانویه ۲۰۲۳، ساعت ۱۲:۰۰ سی‌ای‌تی، در آکادمی فوتبال محمد ششم در سلا مراکش برگزار شد تا مسابقات مرحله دوم (بین برنده مرحله اول و نمایندگان ای‌اف‌سی، کاف و کونکاکاف) و حریفان دو برنده مرحله دوم در مرحله نیمه نهایی (در برابر تیم‌های کونمبول و یوفا) را مشخص کند. در قرعه کشی مرحله دوم، الوداد کازابلانکا و برنده مسابقه دور اول از قبل به مسابقات جداگانه اختصاص داده شدند و حریفان خود از گلدان قرعه کشی انتخاب شدند. زمان شروع بازی و محل برگزاری بازی پس از قرعه کشی تایید شد.
اگر یک مسابقه بعد از زمان عادی بازی مساوی می‌شد:
- برای مسابقات حذفی وقت اضافه انجام می‌شد. اگر بعد از وقت اضافه باز هم مساوی بود، ضربات پنالتی برای تعیین برنده انجام می‌شد.
- برای مسابقه سوم وقت اضافه انجام نمی‌شد و برای تعیین برنده، ضربات پنالتی انجام می‌شد.

|  | مرحله اول           | مرحله اول |                      |                   | مرحله دوم           | مرحله دوم           |  |  | نیمه نهایی | نیمه نهایی |  |  | فینال                | فینال |
|  | ۱ فوریه ۲۰۲۳ – طنجه |           |                      |                   |                     |                     |  |  |            |            |  |  |                      |       |
|  | الاهلی              | ۳         |                      |                   | ۴ فوریه ۲۰۲۳ – طنجه | ۴ فوریه ۲۰۲۳ – طنجه |  |  |            |            |  |  |                      |       |
|  | الاهلی              | ۳         |                      |                   | ۴ فوریه ۲۰۲۳ – طنجه | ۴ فوریه ۲۰۲۳ – طنجه |  |  |            |            |  |  |                      |       |
|  | اوکلند سیتی         | ۰         |                      |                   | الاهلی              | ۱                   |  |  |            |            |  |  |                      |       |
|  | اوکلند سیتی         | ۰         | ۸ فوریه ۲۰۲۳ – رباط  |                   | الاهلی              | ۱                   |  |  |            |            |  |  |                      |       |
|  |                     |           |                      |                   | سیاتل ساندرز        | ۰                   |  |  |            |            |  |  |                      |       |
|  | الاهلی              | ۱         |                      |                   | سیاتل ساندرز        | ۰                   |  |  |            |            |  |  |                      |       |
|  | الاهلی              | ۱         |                      |                   |                     |                     |  |  |            |            |  |  |                      |       |
|  |                     |           | رئال مادرید          | ۴                 |                     |                     |  |  |            |            |  |  |                      |       |
|  |                     |           | رئال مادرید          | ۴                 |                     |                     |  |  |            |            |  |  |                      |       |
|  |                     |           | ۱۱ فوریه ۲۰۲۳ – رباط |                   |                     |                     |  |  |            |            |  |  |                      |       |
|  |                     |           |                      |                   |                     |                     |  |  |            |            |  |  |                      |       |
|  | رئال مادرید         | ۵         |                      |                   |                     |                     |  |  |            |            |  |  |                      |       |
|  | رئال مادرید         | ۵         | ۴ فوریه ۲۰۲۳ – رباط  |                   |                     |                     |  |  |            |            |  |  |                      |       |
|  |                     | الهلال    | ۳                    |                   |                     |                     |  |  |            |            |  |  |                      |       |
|  |                     |           | ۳                    | الوداد کازابلانکا | ۱ (۳)               |                     |  |  |            |            |  |  |                      |       |
|  | ۷ فوریه ۲۰۲۳ – طنجه |           |                      | الوداد کازابلانکا | ۱ (۳)               |                     |  |  |            |            |  |  |                      |       |
|  |                     | الهلال    | ۱ (۵)                |                   |                     |                     |  |  |            |            |  |  |                      |       |
|  | الهلال              | الهلال    | ۱ (۵)                | ۳                 |                     |                     |  |  |            |            |  |  |                      |       |
|  | الهلال              |           | مقام سومی            | ۳                 |                     |                     |  |  |            |            |  |  |                      |       |
|  |                     |           | فلامینگو             | ۲                 |                     |                     |  |  |            |            |  |  |                      |       |
|  | الاهلی              | ۲         | فلامینگو             | ۲                 |                     |                     |  |  |            |            |  |  |                      |       |
|  | الاهلی              | ۲         |                      |                   |                     |                     |  |  |            |            |  |  |                      |       |
|  | فلامینگو            | ۴         |                      |                   |                     |                     |  |  |            |            |  |  |                      |       |
|  | فلامینگو            | ۴         |                      |                   |                     |                     |  |  |            |            |  |  |                      |       |
|  |                     |           |                      |                   |                     |                     |  |  |            |            |  |  | ۱۱ فوریه ۲۰۲۳ – طنجه |       |

تمامی زمان‌ها محلی هستند، سی‌ای‌تی (یو‌تی‌سی ۱:۰۰+)

### مرحله اول
| الاهلی                             | ۳–۰   | اوکلند سیتی |
| ---------------------------------- | ----- | ----------- |
| الشحات ۴۵+۲' · شریف ۵۶' · تائو ۸۶' | گزارش |             |

### مرحله دوم
| الوداد                                  | ۱–۱ (و.ا.) | الهلال                                      |
| --------------------------------------- | ---------- | ------------------------------------------- |
| - العملود ۵۲'                           | گزارش      | - کنو ۹۰+۴' (پ)                             |
| ضربات پنالتی                            |            |                                             |
| - عطیةالله - العملود - اوناجم - الداودی | ۳–۵        | - مارگا - ویئتو - الشهری - الحمدان - الجویر |

| سیاتل ساندرز | ۰–۱   | الاهلی   |
| ------------ | ----- | -------- |
|              | گزارش | مجدی ۸۸' |

### نیمه نهایی
| فلامینگو        | ۲–۳   | الهلال                                   |
| --------------- | ----- | ---------------------------------------- |
| پدرو ۲۰'، ۹۰+۱' | گزارش | س. الدوسری ۴' (پ)، ۴۵+۹' (پ) · ویئتو ۷۰' |

| الاهلی        | ۱–۴   | رئال مادرید                                                 |
| ------------- | ----- | ----------------------------------------------------------- |
| معلول ۶۵' (پ) | گزارش | - وینیسیوس ۴۲' - والورده ۴۶' - رودریگو ۹۰+۲' - آریباس ۹۰+۸' |

### رده بندی
مسابقه مقام سوم، که در ابتدا قرار بود در ورزشگاه شاهزاده مولای عبدالله، رباط برگزار شود، در ۹ فوریه ۲۰۲۳ به ورزشگاه ابن بطوطه، طنجه منتقل شد تا زمین بازی برای فینال حفظ شود.
| الاهلی                     | ۲–۴   | فلامینگو                           |
| -------------------------- | ----- | ---------------------------------- |
| عبدالقادر ۱۱' (پ)، ۸۵' (پ) | گزارش | - باربوسا ۳۸'، ۶۰' - پدرو ۳۸'، ۶۰' |

### فینال
| رئال مادرید                                        | ۵–۳   | الهلال                       |
| -------------------------------------------------- | ----- | ---------------------------- |
| - وینیسیوس ۱۳'، ۶۹' - والورده ۱۸'، ۵۸' - بنزما ۵۴' | گزارش | - مارگا ۲۶' - ویئتو ۶۳'، ۷۹' |

## قهرمان
| قهرمان جام باشگاه‌های جهان ۲۰۲۲ |
| ------------------------------ |
| رئال مادرید                    |
| پنجمین قهرمانی                 |

## گلزنان
| رتبه | بازیکن          | تیم         | گل‌ها |
| ---- | --------------- | ----------- | ---- |
| ۱    | پدرو            | فلامینگو    | ۴    |
| ۳    | فدریکو والورده  | رئال مادرید | ۳    |
| ۳    | لوسیانو ویئتو   | الهلال      | ۳    |
| ۳    | وینیسیوس جونیور | رئال مادرید | ۳    |
| ۵    | احمد عبدالقادر  | الاهلی      | ۲    |
| ۵    | سالم الدوسری    | الهلال      | ۲    |
| ۵    | گابریل باربوسا  | فلامینگو    | ۲    |
| ۸    | ایوب العملود    | الوداد      | ۱    |
| ۸    | سرخیو آریباس    | رئال مادرید | ۱    |
| ۸    | کریم بنزما      | رئال مادرید | ۱    |
| ۸    | محمد کنو        | الهلال      | ۱    |
| ۸    | علی معلول       | الاهلی      | ۱    |
| ۸    | محمد مجدی       | الاهلی      | ۱    |
| ۸    | موسی مارگا      | الهلال      | ۱    |
| ۸    | رودریگو         | رئال مادرید | ۱    |
| ۸    | حسین الشحات     | الاهلی      | ۱    |
| ۸    | محمد شریف       | الاهلی      | ۱    |
| ۸    | پرسی تائو       | الاهلی      | ۱    |

## جوایز
در پایان مسابقات جوایز زیر اهدا شد. وینیسیوس جونیور از رئال مادرید برنده جایزه توپ طلا شد که توسط آدیداس حمایت مالی شد.
| توپ طلای آدیداس               | توپ نقره آدیداس              | توپ برنز آدیداس        |
| ----------------------------- | ---------------------------- | ---------------------- |
| وینیسیوس جونیور (رئال مادرید) | فدریکو والورده (رئال مادرید) | لوسیانو ویئتو (الهلال) |
| جایزه بازی جوانمردانه         |                              |                        |
| رئال مادرید                   |                              |                        |

فیفا یک جایزه مرد مسابقه را برای بهترین بازیکن هر بازی در این مسابقات معرفی کرد.
| بازی | مرد مسابقه      | باشگاه      | حریف         | منبع   |
| ---- | --------------- | ----------- | ------------ | ------ |
| ۱    | محمد شریف       | الاهلی      | اوکلند سیتی  | [ ۲۵ ] |
| ۲    | محمد مجدی       | الاهلی      | سیاتل ساندرز | [ ۲۶ ] |
| ۳    | گوستاوو کوئیار  | الهلال      | الوداد       | [ ۲۷ ] |
| ۴    | سالم الدوسری    | الهلال      | فلامینگو     | [ ۲۸ ] |
| ۵    | وینیسیوس جونیور | رئال مادرید | الاهلی       | [ ۲۹ ] |
| ۶    | پدرو            | فلامینگو    | الاهلی       | [ ۳۰ ] |
| ۷    | وینیسیوس جونیور | رئال مادرید | الهلال       | [ ۳۱ ] |

## حمایت مالی
حامی ارائه‌دهنده
- ویزیت سعودی

حامی مالی فیفا
- آدیداس
- گروه واندا

حامی‌های تورنمنت
- اورنج مراکش
- بیتانو
- گروه اوسی‌پی
- اوان‌سی‌اف

## پخش
| کشور                | شبکه                       | منبع   |
| ------------------- | -------------------------- | ------ |
| استرالیا            | اس‌بی‌اس اسپورت              | [ ۳۳ ] |
| برزیل               | اسپورتی‌وی، گلوبو گروپ      | [ ۳۴ ] |
| فرانسه              | کانال+                     | [ ۳۵ ] |
| اندونزی             | آرسی‌تی‌آی، آی‌نیوز، اس‌پی‌تی‌وی | [ ۳۵ ] |
| ایتالیا             | اسکای ایتالیا              | [ ۳۵ ] |
| مکزیک               | ویکس                       | [ ۳۶ ] |
| مراکش               | اس ان آر تی                | [ ۳۷ ] |
| فیلیپین             | اس پی او تی وی             | [ ۳۸ ] |
| اسپانیا             | مدیاست اسپانیا             | [ ۳۹ ] |
| ایالات متحده آمریکا | فاکس اسپورت                | [ ۴۰ ] |
| ارمنستان            | ساران مدیا                 | [ ۴۱ ] |
| جمهوری آذربایجان    | ساران مدیا                 | [ ۴۱ ] |
| بلاروس              | ساران مدیا                 | [ ۴۱ ] |
| استونی              | ساران مدیا                 | [ ۴۱ ] |
| گرجستان             | ساران مدیا                 | [ ۴۱ ] |
| جمهوری ایرلند       | ساران مدیا                 | [ ۴۱ ] |
| قزاقستان            | ساران مدیا                 | [ ۴۱ ] |
| قرقیزستان           | ساران مدیا                 | [ ۴۱ ] |
| لتونی               | ساران مدیا                 | [ ۴۱ ] |
| لیتوانی             | ساران مدیا                 | [ ۴۱ ] |
| مولدووا             | ساران مدیا                 | [ ۴۱ ] |
| تاجیکستان           | ساران مدیا                 | [ ۴۱ ] |
| ترکیه               | ساران مدیا                 | [ ۴۱ ] |
| ترکمنستان           | ساران مدیا                 | [ ۴۱ ] |
| اوکراین             | ساران مدیا                 | [ ۴۱ ] |
| ازبکستان            | ساران مدیا                 | [ ۴۱ ] |
| آرژانتین            | دی‌اسپورتس                  | [ ۴۲ ] |
| شیلی                | دی‌اسپورتس                  | [ ۴۲ ] |
| کلمبیا              | دی‌اسپورتس                  | [ ۴۲ ] |
| اکوادور             | دی‌اسپورتس                  | [ ۴۲ ] |
| پرو                 | دی‌اسپورتس                  | [ ۴۲ ] |
| اروگوئه             | دی‌اسپورتس                  | [ ۴۲ ] |
| ونزوئلا             | دی‌اسپورتس                  | [ ۴۲ ] |